# 兵庫県道265号丸味竹田線
兵庫県道265号丸味竹田線（ひょうごけんどう265ごう まるみたけだせん）は、兵庫県美方郡香美町から美方郡新温泉町に至る一般県道である。

## 概要
美方郡香美町村岡区丸味から美方郡新温泉町千原に至る。

### 路線データ
- 起点：美方郡香美町村岡区丸味（兵庫県道561号湯谷和田線交点）
- 終点：美方郡新温泉町千原（竹田橋交差点、国道9号交点）
- 総延長：14.773 km

## 地理

### 通過する自治体
- 美方郡香美町
- 美方郡新温泉町

### 交差する道路
| 交差する道路                          | 市町村名 | 市町村名 | 交差する場所 | 交差する場所        |
| ------------------------------------- | -------- | -------- | ------------ | ------------------- |
| 兵庫県道561号湯谷和田線               | 美方郡   | 香美町   | 村岡区丸味   | 起点                |
| 国道9号                               | 美方郡   | 香美町   | 村岡区柤岡   | [ 注釈 1 ]          |
| 鳥取県道・兵庫県道103号若桜湯村温泉線 | 美方郡   | 新温泉町 | 桐岡         |                     |
| 国道9号                               | 美方郡   | 新温泉町 | 千原         | 竹田橋交差点 / 終点 |

### 沿線
- 湯村カンツリークラブ
- 美方警察署 桐岡駐在所